# Ager
|  | No s'ha de confondre amb Àger. |

L'ager era la terra amb límits a l'antiga Roma. El plural és agri i és oposat al pomerium, límit territorial on s'ubicava la ciutat (civitas).
El pomerium s'organitzava seguint un model hipodàmic, configurat per una xarxa ortogonal que s'estenia fora muralles, per l'ager, un territori fonamentalment agrícola i en el qual es localitzaven les vil·les. Aquest s'estructurava a partir d'eixos paral·lels i perpendiculars que delimitaven parcel·les rectangulars. D'aquesta racionalització territorial, coneguda com a centuriatio, se'n destil·la el model ideal d'organització espacial, pròpia de l'època romana, la qual considerava l'espai urbà i l'espai rural com a unitats indissociables. No obstant això, la parcel·lació del terreny no s'ha d'entendre únicament des d'un punt de vista econòmic, com a mecanisme de planificació, repartiment i gestió de terres, sinó que també responia a fonaments mítics ubicats en l'esfera del sagrat, i vinculats a la manera ideal de concebre i disposar el territori d'una fundació romana. Més enllà d'aquest espai ordenat, s'estenia una zona boscosa, la silva, l'espai no urbanitzat ni afectat per la influència de l'home.

## Alguns tipus d'Ager[4]
- Ager romanus és el territori rural al voltant de la ciutat, que en un principi només era de propietat pública.
- Ager italicus és el territori d'Itàlia
- Ager publicus era la propietat de l'estat romà
- Ager privatus era la terra propietat normalment de famílies patrícies, repartida en lots.
- Ager sacer i ager religiosus eren les terres dedicades al culte
- Ager occupatorius era la terra conquerida i de la que els anteriors ocupants havien estat expulsats
- Ager redditus eren les terres que eren restituïdes als que les havien perdut
- Ager divisus et assignatus era la terra publica assignada per l'estat a persones privades
- Ager mensura comprehensu, la terra delimitada per mesurament
- Ager arcifinius, la terra delimitada naturalment
- Ager quaestorius era la terra pública que era venuda en lots de 50 jugueres
- Ager limitatus era la terra pública delimitada per ser constituïda en colònia o similar
- Ager sanctus o Tèmenos eren a Grècia les terres dedicades als serveis religiosos.